# Aberto de Brasília
O Aberto de Brasilia ou Challenger de Brasilia é um torneio de tênis, que fez parte do ATP Challenger Tour, de 2009 a 2010, realizado em piso duro, em Brasília, Brasil.

## Edições

### Simples
| Ano  | Campeão       | Vice-Campeão       | Placar        |
| ---- | ------------- | ------------------ | ------------- |
| 2010 | Tatsuma Ito   | Izak van der Merwe | 6–4, 6–4      |
| 2009 | Ricardo Mello | Juan Ignacio Chela | 7–6(7–2), 6–4 |

### Duplas
| Ano  | Campeões                           | Vice-Campeões               | Placar        |
| ---- | ---------------------------------- | --------------------------- | ------------- |
| 2010 | Franco Ferreiro André Sá           | Ricardo Mello Caio Zampieri | 7–6(7–5), 6–3 |
| 2009 | Marcelo Demoliner Rodrigo Guidolin | Ricardo Mello Caio Zampieri | 6–4, 6–2      |